# Монтемарано
Монтемарано (італ. Montemarano) — муніципалітет в Італії, у регіоні Кампанія,  провінція Авелліно.
Монтемарано розташоване на відстані близько 240 км на південний схід від Рима, 65 км на схід від Неаполя, 18 км на схід від Авелліно.
Населення — 2887 осіб (2014).
Щорічний фестиваль відбувається 21 серпня. Покровитель — San Giovanni.

## Демографія
Населення за роками:

Станом на 1 січня 2023 року в муніципалітеті офіційно проживало 37 іноземців з 8 країн, серед них 28 громадян країн Євросоюзу та 3 громадяни України.

## Сусідні муніципалітети
- Кассано-Ірпіно
- Кастельфранчі
- Кастельветере-суль-Калоре
- Монтелла
- Нуско
- Патернополі
- Вольтурара-Ірпіна